# Tillandsia usneoides
El musgo español, barba del viejo, heno, paste, salvajina, salvajino, cuarque, guajaca (Cuba), barbas de úcar (Puerto Rico), pelo de bruja, melena (Colombia), agavepalo, pascle, paxtle, paistle, heno (México), barbasco, huayhuaco, sagopra, sahopra o salvagina (Perú), barba de palo (Venezuela), barbón o heno (Chile), (Tillandsia usneoides) es muy parecido al nombre que evoca la especie Usnea, un liquen. Aunque Tillandsia no guarda relación biológica con Usnea; sino que es una fanerógama de la familia de las bromeliáceas, que vive en ramas de árboles a pleno sol o a media sombra. Se puede encontrar desde el sudeste de EE. UU. a Argentina y Chile, creciendo en clima tibio, y preferentemente con alta humedad.

## Descripción

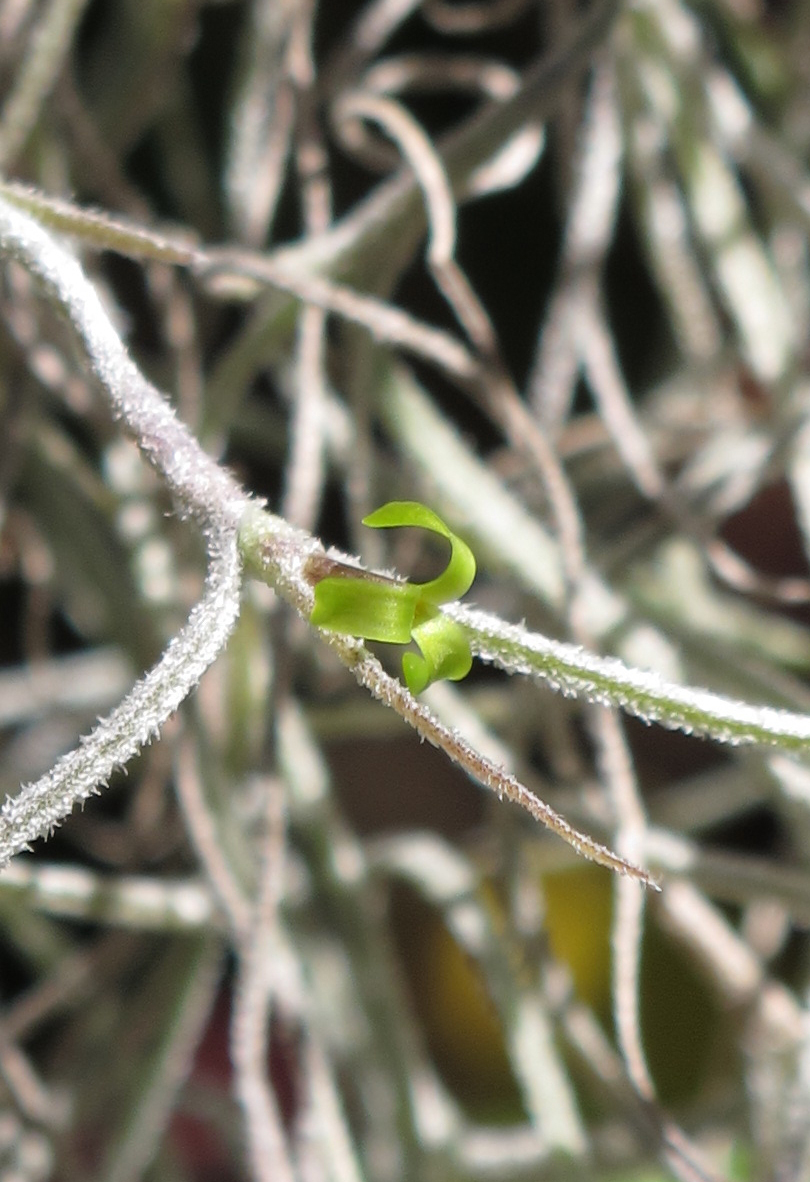
Flor

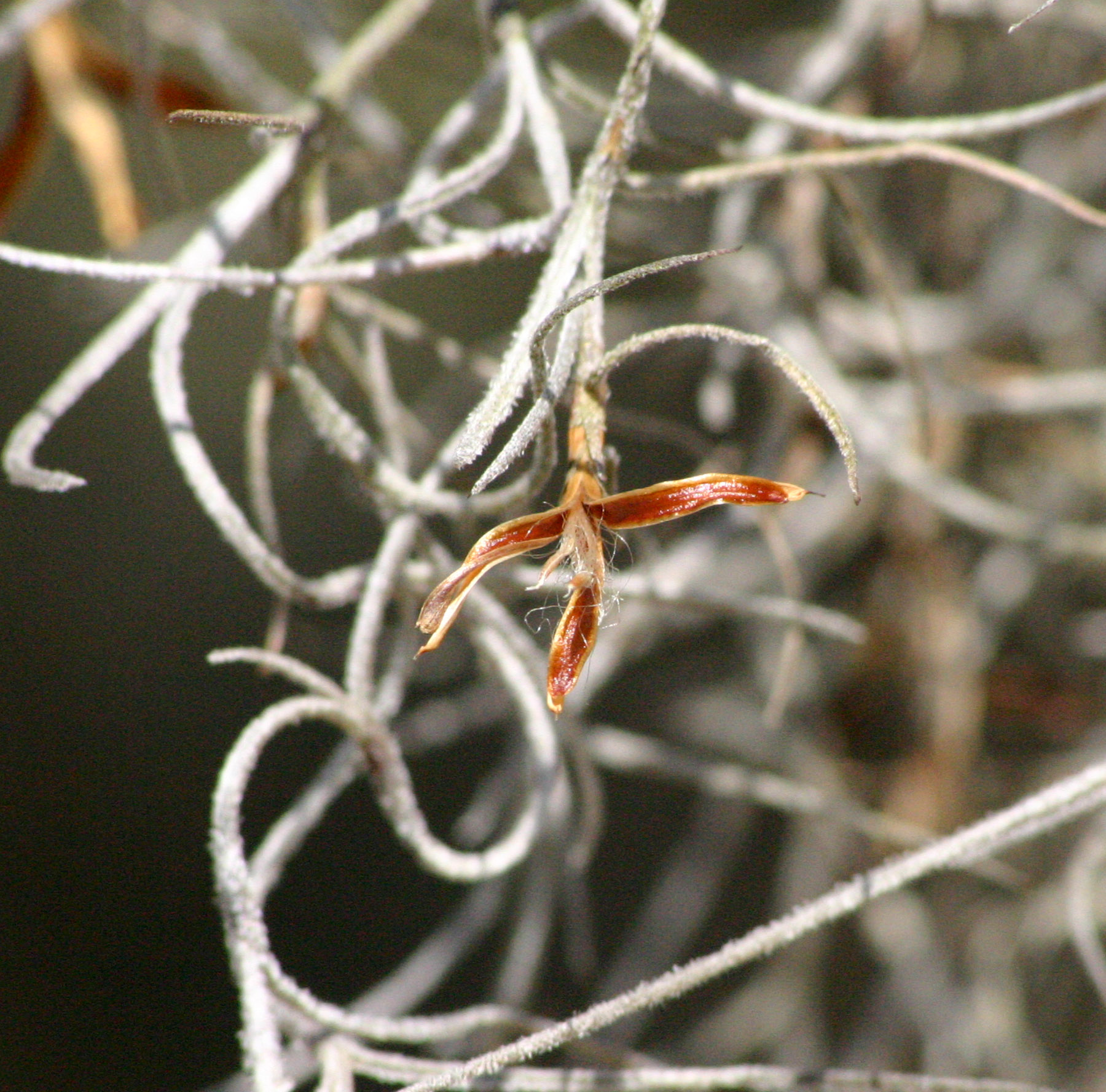
Cápsula (fruto) abierta

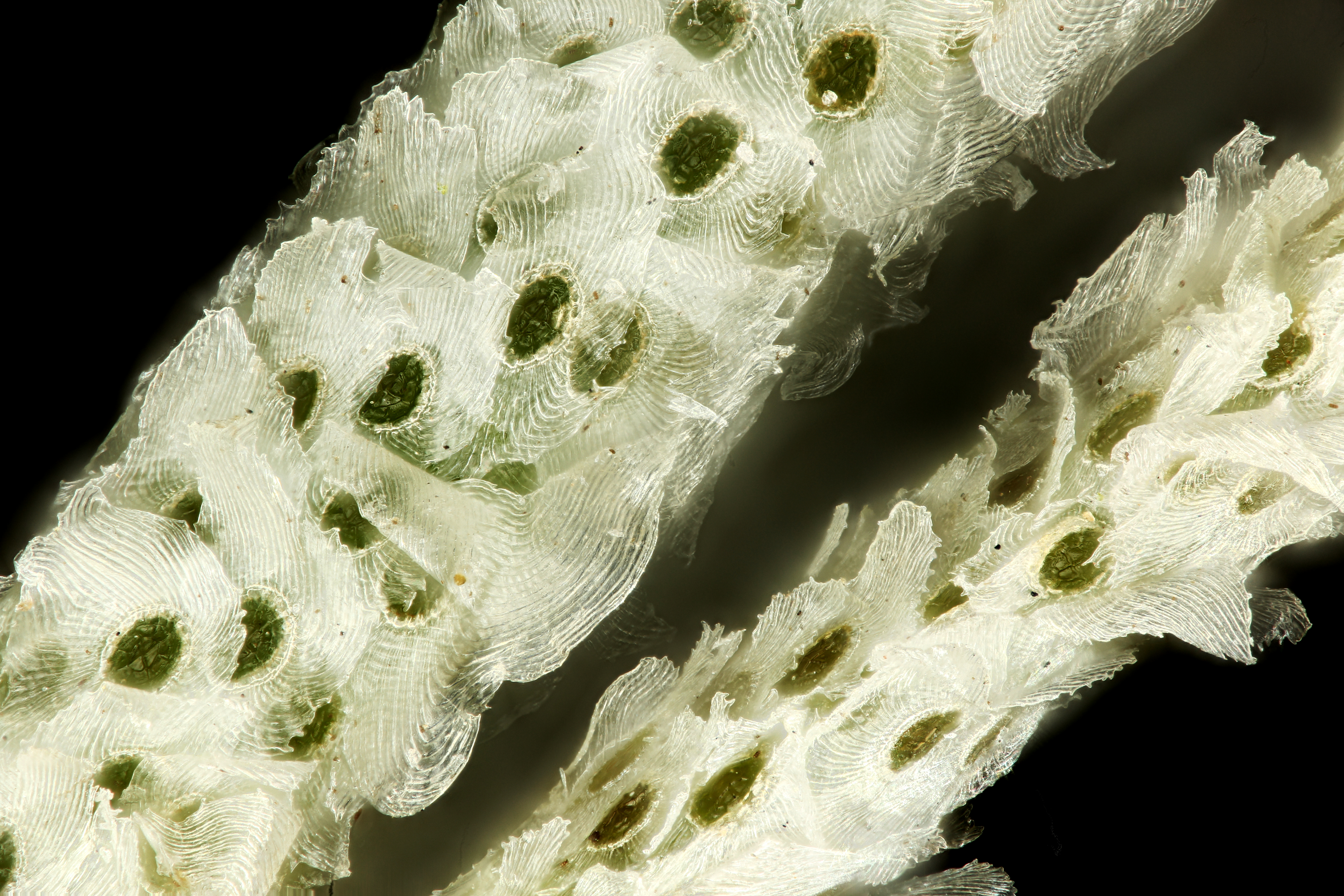
Tricomas

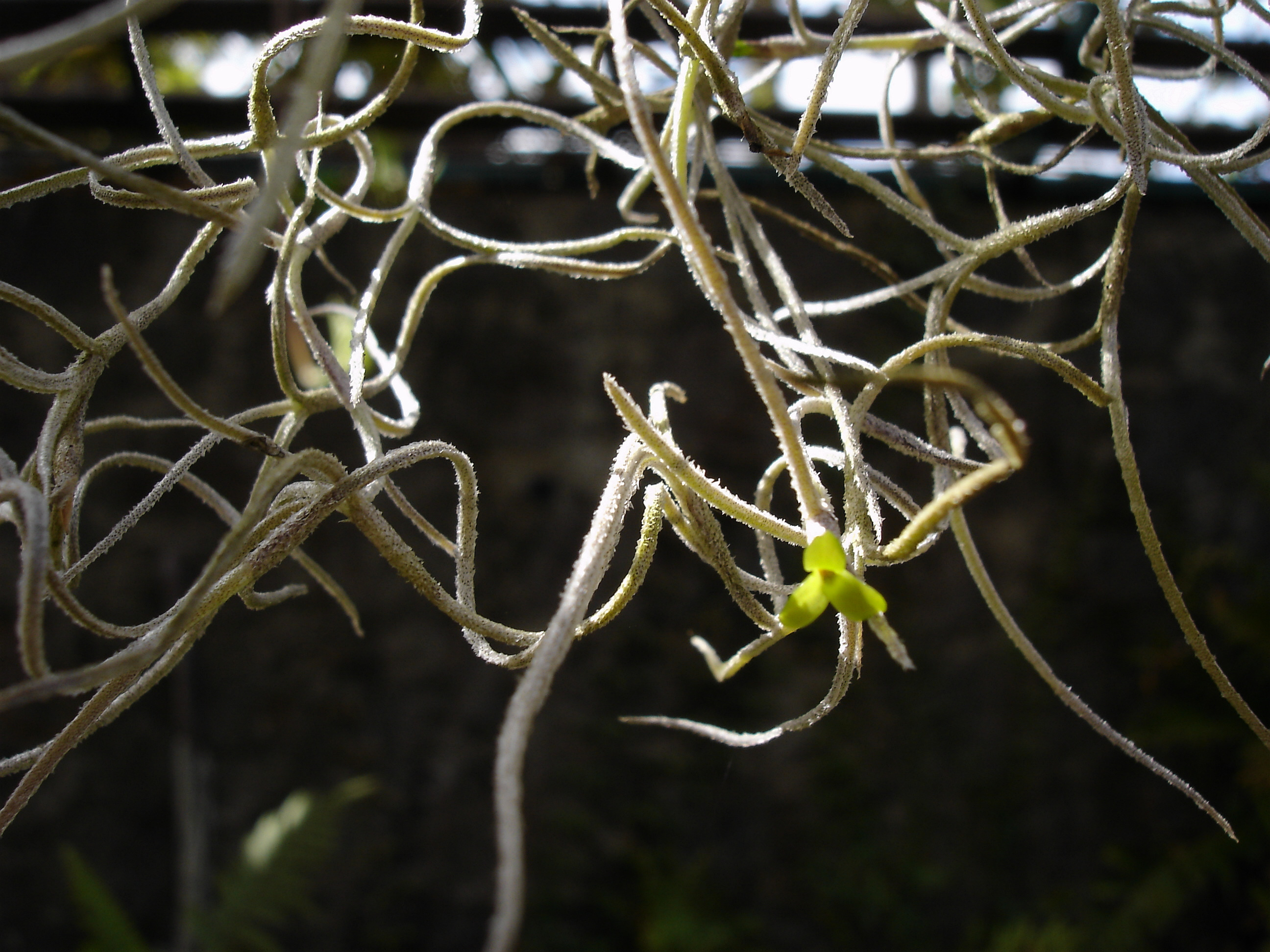
Vista de la planta

La planta tiene un tallo flexible con hojas delgadas, curvadas o arremolinadas, de 2-6 cm de largo. y 1 mm de espesor, que crece vegetativamente encadenándose formando estructuras colgantes de 1-2 m de longitud, ocasionalmente más. No tiene raíces y sus flores son muy pequeñas, aunque raramente florece. Se propaga mayormente por fragmentos que los lleva el viento y se pegan a otros árboles, o llevados por aves como material de nidos.

## Hábitats
Está presente en México, Centroamérica, y países sudamericanos como Colombia, Perú, Argentina y Ecuador. En el sur de EE. UU., la planta tiene preferencia por crecer en Quercus virginiana y en Taxodium distichum, y puede colonizar otras spp. arbóreas como Liquidambar, Lagerstroemia, incluso pino.
Esta especie hospeda a numerosas criaturas: lauchas, culebras y tres especies de murciélagos.

## Epífita de bloqueo del sol
Es una epífita (planta que vive sobre otras plantas; del griego "epi"=arriba "phyte"=planta), absorbiendo nutrientes (especialmente calcio) y agua de aire y de lluvias. Se la conoce coloquialmente como "planta del aire". No es un parásito biológico como el muérdago (no perfora el árbol ni extrae nutrientes)- sin embargo puede llegar a bloquear el sol, impidiendo parcialmente la fotosíntesis del huésped. La cantidad de luz solar bloqueada es proporcional a la cantidad que reduce el crecimiento del árbol. En algunos casos las ramas ocupadas mueren, pero el árbol subsiste creciendo a una tasa menor.
Puede crecer en las ramas lo que le da al árbol una apariencia gótica, pero raramente mata el árbol. Incrementa la resistencia al viento, que le será fatal al huésped en caso de huracán.

## Cultura
Debido a su propensión a crecer en zonas húmedas del sur estadounidense como Luisiana, Misisipi y Alabama se la asocia con la imaginería gótica del sur norteamericano.

## Usos humanos

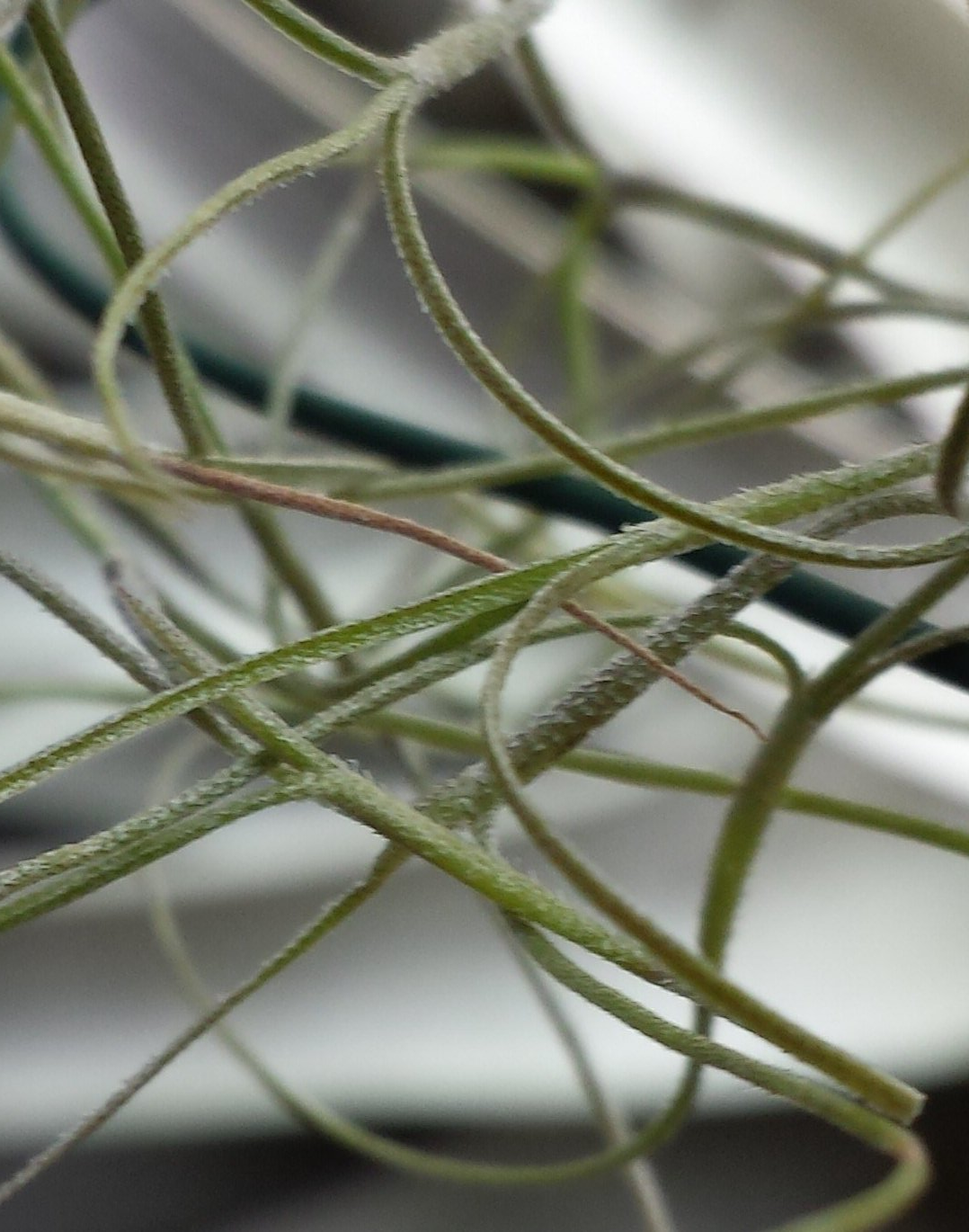
El musgo español en forma de tiras.

Es usada en artes y artesanías, o para relleno de jardines de flores. Como la planta en su natural hábitat suele contener centenares de semillas viables de malezas, debe manejarse con mucho cuidado.
En Colombia, Costa Rica, Perú, México, Ecuador y Venezuela es utilizada masivamente en la época navideña como adorno de los pesebres.
Se la conoce como vegetal que se lleva muy mal con las mujeres de la nación Timucua.
En su momento, unas 5000 t se cosechaban y usaban en EE. UU. solamente. Es susceptible a la polución del aire.
Sinónimos de esta especie fueron Dendropogon usneoides (L.) Raf. y Renealmia usneoides L. En Hawái, este musgo español es conocido como cabello de Pele, por la mitología Pele de los dioses hawaianos.

## Usos etnomédicos
Tillandsia usneoides en planta entera ha sido usada para tratar diabetes tipo II (mellitus), enfermedad coronaria, edema, hemorroides.

### Folklore
Charleston, South Carolina, han escuchado la historia del cubano que vino con su novia española en los 1700s para comenzar una plantación cerca de la ciudad. Además de otras cualidades femeninas de la mujer, se destacaba por su bella rizada cabellera. Cuando la pareja recorría caminando el bosque buscando un lugar apropiado para la plantación, fueron atacados y muertos por la nación Cherokee, que no deseaban usurpadores de su tierra. Y como un aviso le cortaron todo su pelo, y lo colgaron de un árbol. Ellos volvían cada día descubriendo que esos cabellos se engrisaron y crecieron en las ramas, cubriendo todo el árbol. Cuando los Cherokees se fueron, el musgo continuó creciendo y creciendo. Hoy día, si uno permanece al lado de uno de estos árboles cubiertos de tal musgo, oirá un suave murmullo de esta dama.
El cantante de baladas canadiense Gordon Lightfoot tiene una canción llamada "Musgo Español".

## Taxonomía
Tillandsia bulbosa fue descrita por Carlos Linneo y publicado en Species Plantarum, Editio Secunda 1: 411. 1762.
Etimología
Tillandsia: nombre genérico que fue nombrado por Carlos Linneo en 1738 en honor al médico y botánico finlandés Dr. Elias Tillandz (originalmente Tillander) (1640-1693).
usneoides: epíteto latíno que significa "parecida al liquen Usnea
Sinonimia
- Dendropogon usneoides (L.) Raf.
- Renealmia usneoides L.
- Strepsia usneoides (L.) Nutt. ex Steud.
- Tillandsia crinita Willd. ex Beer
- Tillandsia filiformis Lodd. ex Schult. & Schult.f.[7][8]

## Galería
|                            |
| T. usneoides en Costa Rica |

|                                |
| T. usneoides en Estados Unidos |

|                          |
| T. usneoides en Colombia |

|                        |
| T. usneoides en México |